# Marjan Koršič
Marjan Koršič, slovenski zdravnik ortoped, * 31. december 1920, Gorica, †  10. oktober 1988

## Življenje in delo
Rodil se je v družini odvetnika Mirka Koršiča in Cecilije Koršič rojene Železnik. Ljudsko šolo in 2. razreda klasične gimnazije je do leta 1932, ko se je družina preselila v Kraljevino Srbov, Hrvatov in Slovencev obiskoval v Gorici. V Ljubljani je nadaljeval šolanje na III. državni gimnaziji. Po maturi se je leta 1939 vpisal na Medicinsko fakulteto v Ljubljani, ter že 1940 začel delati z nepolnim delovnim časom kot zdravstveni prostovoljni delavec na I. kirurškem oddelku ljubljanske bolnišnice. Po napadu na Jugoslavijo se je javil v Legijo prostovoljcev, bil v Zagrebu ujet in en mesec zaprt. Po povratku v Ljubljano se je priključil Osvobodilni fronti. Ker je bil obveščen, da ga iščejo fašistične oblasti je marca 1942 skrivaj odšel v Gorico, se nekaj časa skrival pri teti, nato pa kot zdravstveni prostovoljni delavec zaposlil na ortopedskem oddelku goriške bolnišnice. Redno delo na oddelku mu je omogočalo tajno zdravljenje partizanov in kupovanje, nabiranje ter skrivanje medicinskih pripomočkov in zdravil  za partizane. Nekajkrat pa je šel tudi sam zdravit na osvobojeno ozemlje v Furlanijo. Ker je pretila nevarnost aretacije je na začetku junija 1944 odšel v partizane, kjer je postal sanitetni referent Vojkove brigade in kasneje 31. divizije. V tej vlogi je v Nabrežini dočakal osvoboditev in bil imenovan za komandanta divizijske bolnišnice, ter septembra 1945 demobiliziran.
Po demobilizaciji je jeseni 1945 nadaljeval študij na ljubljanski medicinski fakulteti in leta 1948 diplomiral. Po enoletnem stažu v Klinični bolnišnici v Ljubljani je 1949 začel specializacijo iz ortopedije in medicinske rehabilitacije na Ortopedski kliniki v Ljubljani. Maja 1954 je bil premeščen v Maribor, kjer je v splošni bolnišnici ustanovil oddelek za ortopedijo, 1959 pa še zavod za medicinsko rehabilitacijo. 1958 je opravil specialistični izpit na Ortopedski kliniki v Ljubljani, 1. septembra 1964 pa prevzel mesto direktorja Bolnišnice za predšolsko invalidno mladino na Stari Gori pri Novi Gorici. Tu se je lotil obnove in reorganizacije bolnišnice ter ustanovil ortopedske ambulante v Idriji, Novi Gorici in Tolminu. V bolnišnici je vpeljal multidisciplinarno, konzervativno in operativno zdravljenje invalidnih otrok. Bolnišnica je zgradila tudi naselje za večstransko zdravljenje možgansko prizadetih otrok pod posebnimi pogoji. To je bila prva taka ustanova v Socialistični federativni republiki Jugoslaviji. Tu so se strokovno izobraževali domači in tuji zdravniki. Leta 1976 se je vrnil na Klinični center v Ljubljano, a še istega leta ga je Sekretariat za zdravstvo Zveznega izvršnega sveta SFRJ poslal v Kuvajt na ministrstvo za zdravstvo kot svetovalca za rehabilitacijo invalidov. Tu je ostal štiri leta do decembra 1980, ko se je vrnil v Novo Gorico ter 1. januarja 1981 upokojil.
Marjan Koršič je bi tudi odličen sabljač in mednarodni sodnik. udeležil se je treh svetovnih prvenstev (Montevideo 1950, Bruselj 1953 in Rim 1955). Delal je tudi kot zdravnik pri Smučarski zvezi in Gorski reševalni službi Slovenije. Zaradi preobilice dela pa se ni mogel dovolj posvetiti objavam svojega dela. Ob izgradnji še novejših bolnišničnih oddelkov v Mariboru in Novi Gorici, pa se je veliko dokumentacije tudi izgubilo. S prispevkom Otrokova telesna vadba je sodeloval v knjigi Drage Černelč Zdrav in bolan otrok.(COBISS)